# フルトン (ミズーリ州)
フルトン（Fulton）は、アメリカ合衆国ミズーリ州の都市。キャラウェイ郡の郡庁所在地である。人口は12600人（2020年）。

## 歴史
- 1825年:郡庁所在地になる
- 1859年:法人化される

- 1946年3月5日:イギリス首相ウィンストン・チャーチルがウェストミンスター大学（英語版）で「鉄のカーテン」演説を行う。（そのため、都市内には国立チャーチル博物館（英語版）が存在する。）

## 地理
ジェファーソンシティの北東約36km、コロンビアの南東約35km、セントルイスの西約150kmに位置する。
アメリカ合衆国国勢調査局の調査によると、市の総面積は32.12km2で、そのうち31.75km2が陸地、0.36km2が水域である。

## 人口動勢
2020年のアメリカ合衆国国勢調査によると、フルトンの人口は12600人、世帯数は3441、家族数は2110、人口密度は394.6/km2であった。
人種構成は白人が80.63%、アフリカ系アメリカ人が11.21%、アメリカ先住民が0.52%、アジア系が0.78%、太平洋諸島からの移民が0.1%、その他民族・人種が1.13%、2つ以上の民族や人種を親に持つ人が5.63%、ヒスパニックが2.4%である。